# Bench (legge)

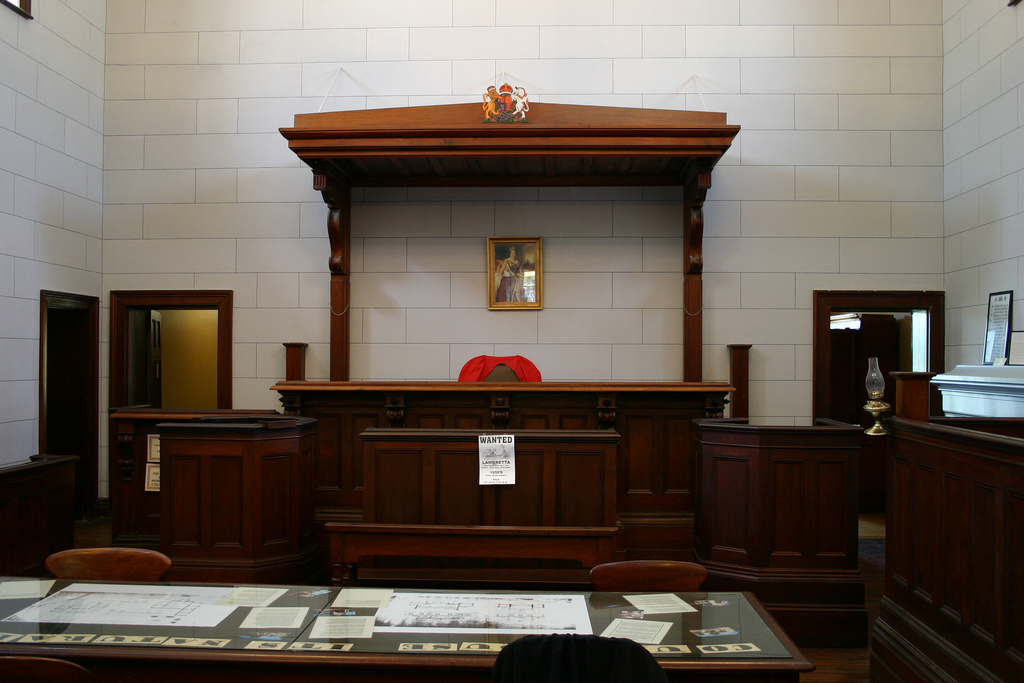
Lo scranno (bench) di un giudice in un'aula di giustizia di Beechwort, Australia. Il termine "bench" in inglese è usato anche come metonimo per significare tutti i giudici di una determinata corte o membri della magistratura.

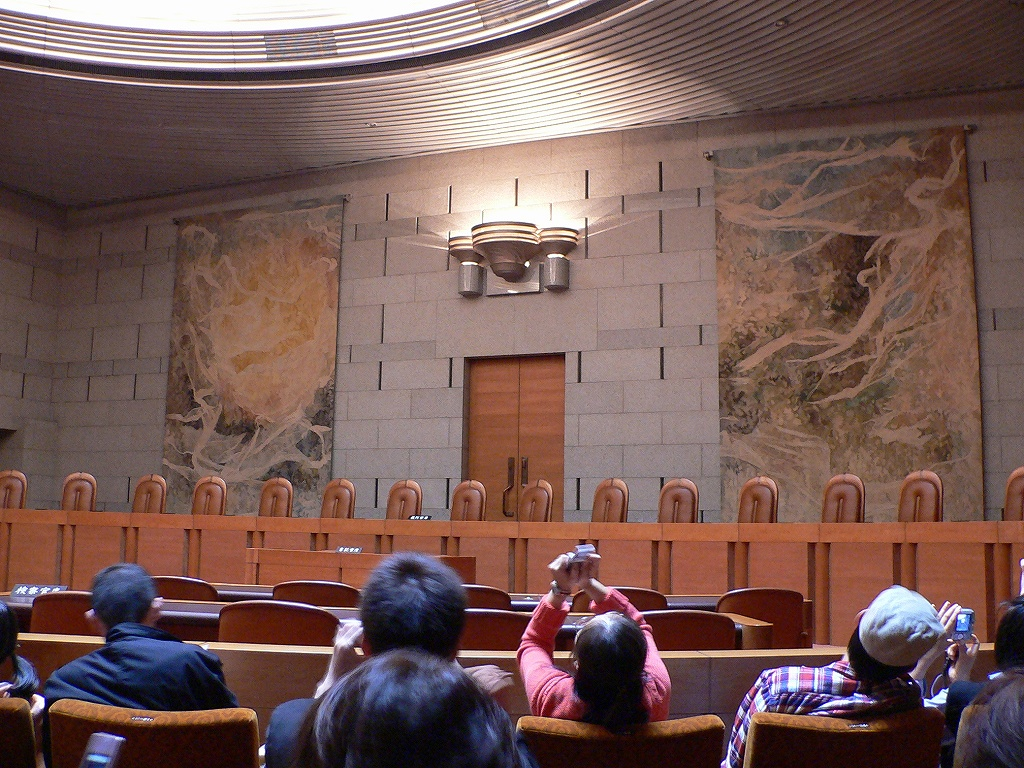
Il Grand Bench della Corte suprema del Giappone sul quale siedono 15 giudici.

Bench (letteralmente in italiano: panca) in un contesto legale, nei paesi anglosassoni, significa semplicemente un'aula di giustizia dove siedono i giudici.

## Origini
Le radici storiche del significato provengono dal fatto che un tempo i giudici erano seduti su sedili lunghi o panchine (autoportanti o disposte contro un muro) quando presiedevano una corte. Nelle moderne aule di tribunale il Bench è di solito una postazione (seggio e relativa scrivania) più elevata che consente al giudice di dominare sull'intera sala (e quindi vigilare su ciò che avviene al suo interno).

## Metonimia
A partire dal brocardo latino banco iudicis, il termine ha assunto un significato più ampio in ambito legale.
"Bench" è diventato, nei paesi anglosassoni, un metonimo usato per descrivere collettivamente i membri della magistratura, o i giudici di una particolare corte, come il Queen's Bench o il Common Bench in Inghilterra e Galles o il federal bench negli Stati Uniti d'America. Il termine viene anche usato quando tutti i giudici di una determinata corte sono in seduta per giudicare un processo, come nella frase "before the full bench". Inoltre, il termine è usato per differenziare i giudici ("bench") dagli avvocati ("bar"). La frase "bench and bar" ("banco e sbarra") indica tutti i giudici e gli avvocati collettivamente.